# Francesco Camusso
Francesco Camusso (Cumiana, 9 maart 1908 - Turijn, 23 juni 1995) was een Italiaans wielrenner.
Camusso ook wel 'Camoscio di Cumiana' genoemd, was een van de meest succesvolle renners uit de jaren 1930. De tacticus uit Piëmont won in 1931 de Giro. Hij behaalde een derde en een vierde plaats in de Tour de France-edities van 1932 en 1937, een tweede plaats in de Giro d'Italia van 1934, en een derde plaats in Milaan-San Remo in 1934.

## Belangrijkste overwinningen
1931
- 11e etappe Ronde van Italië
- Eindklassement Ronde van Italië

1932
- 10e etappe Ronde van Frankrijk

1933
- 6e etappe Parijs-Nice

1934
- 2e etappe Ronde van Zwitserland
- 1e etappe Ronde van Italië

1935
- 7e etappe Ronde van Frankrijk

1937
- 13e etappe deel A Ronde van Frankrijk

1938
- Nice-Mont Agel

## Resultaten in voornaamste wedstrijden
| Jaar | Ronde van Italië | Ronde van Frankrijk | Ronde van Spanje |
| ---- | ---------------- | ------------------- | ---------------- |
| 1931 | ↑ (1)            | opgave              |                  |
| 1932 | opgave           | ↑ (1)               |                  |
| 1933 | opgave           | opgave              |                  |
| 1934 | ↑ (1)            |                     |                  |
| 1935 |                  | opgave (1)          |                  |
| 1936 | 36e              |                     |                  |
| 1937 | opgave           | 4e (1)              |                  |
| 1938 | opgave           |                     |                  |

(*) tussen haakjes aantal individuele etappe-overwinningen